# キルピスヤルヴィ
キルピスヤルヴィ（フィンランド語: Kilpisjärvi）は、フィンランド・ラッピ県のエノンテキオ (fi:Enontekiö) にある村である。キルピスヤルビとも表記される。

## 概要
村は、海抜 500 メートルのところに位置する。北極圏のラップランドに位置し、北極海からおよそ 50 キロメートル南にある。人口は、2009年12月31日時点で 86 人である。村の集落は、1,029 メートルの標高をもつサーナ山 (en:Saana) のふもとに位置する。サーナ山の東側には、33.7 平方キロメートルの面積をもつサーナ湖 (fi:Saanajärvi) がある。
村の西部には、マッラ厳正自然保護区 (en:Malla Strict Nature Reserve) がある。自然保護区の北部には、マッラ湖 (sv:Mallajärvi) がある。村の南部には、キルピスヤルヴィ湖 (en:Lake Kilpisjärvi) が広がっている。

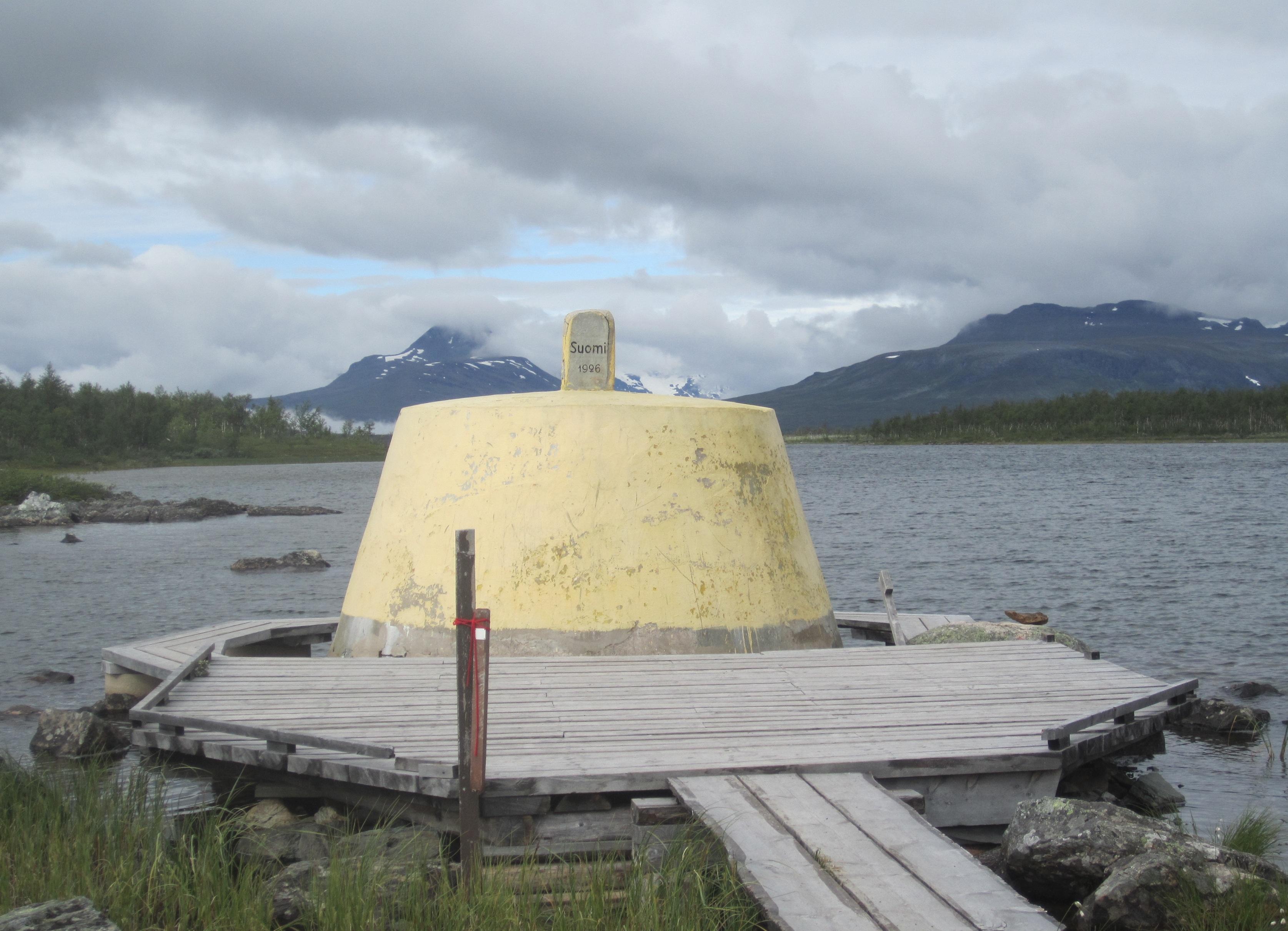
三国ケルン

村は、フィンランド西側の最北端に位置し、フィンランド、ノルウェー、スウェーデンの3国の国境が一点に交わっている三国ケルンが存在する。この国境点は、コルタ湖 (fi:Koltajärvi) にある。ヘルシンキ大学の生物研究所 (fi:Kilpisjärven biologinen asema) の他に、Kilpisjärvi Atmospheric Imaging Receiver Array (en:KAIRA) などがある。

## 交通アクセス・周辺
ロヴァニエミからは、北へおよそ 440 キロメートルほど行ったところにある。ヘルシンキからは、北へおよそ 1200 キロメートルほど行ったところにある。

ヘッタ (fi:Hetta) からは、北西へおよそ 175 キロメートルほど行ったところにある。ラクセルブ (en:Lakselv) からは、およそ 510 キロメートルほど行ったところにある。ムオニオからは、北西へおよそ 200 キロメートルほど行ったところにある。